# Chuvchojtun
Il Chuvchojtun (in russo Хувхойтун?) è un vulcano a scudo situato nella parte centrale della Kamčatka, in Russia. Fa parte della Catena Centrale.

## Descrizione
Con la sua altezza di 2618 m è uno dei vulcani più alti della Catena Centrale e risale al tardo Pleistocene. Il diametro della sua base è di circa 16 chilometri. La parte occidentale del vulcano è in gran parte ricoperta dalle colate laviche dei vulcani Novograblenova e Atlasova.